# せり上がり (民事訴訟)
せり上がり（せりあがり）とは、民事訴訟の要件事実論において用いられる用語で、例えば、請求原因事実を主張するに当たって、当該請求原因事実に当該請求原因に対する抗弁を構成する事実が含まれる場合に、当然に当該抗弁に対する再抗弁を構成する事実を併せて主張することをいう。抗弁事実に再抗弁事実が含まれる場合に再々抗弁事実を合わせて主張する場合なども含まれる。

## 概説
民事訴訟において、原告が訴訟物となる請求をするには、請求原因事実に該当する具体的事実を主張・立証する必要がある。その際に、請求原因事実に含まれる事実が、被告が主張すべき抗弁事実と同じ場合がある。その際には、原告は、請求原因事実を主張しただけで、抗弁事実となる不利益陳述を同時にしたことになってしまう。そのため、抗弁の成立が認められ、原告の請求は認められないこと（これを「主張自体失当という」）になる。そこで、原告が請求を認めてもらうためには、抗弁に対して、再抗弁となる事実も主張しなければならなくなる。
このように、本来、被告の抗弁主張を待ってすれば足りるはずの、原告の再抗弁事実の主張を、原告が請求原因の主張の段階で前もって主張せざるをえなくなることを、要件事実論において「せり上がり」と呼ぶ。
「攻撃防御方法の避けられない不利益陳述」「避けられない不利益陳述」という用語も同様の現象を指しているが、「せり上がり」と対比した場合、不利益陳述が避けられないという観点からの呼び方であるように思われる。

## 具体例
- 売買代金の履行遅滞の場合

売買契約を題材として、せり上がりを考える。
まず、前提として、売主が原告となり、買主を被告として、売買契約に基づく代金支払請求権を訴訟物として、代金支払請求訴訟を提起した場合を考えよう。
この場合、売主すなわち原告は、請求原因として売買契約の締結を主張すれば足りる。これに対して、買主すなわち被告は、抗弁として、反対債務（目的物の引渡し等）との同時履行の抗弁権を主張して、代金の支払いを拒むことができる。さらに、これに対して原告は、再抗弁として、反対債務の弁済なり弁済の提供なりを行ったことを主張して、同時履行の抗弁権が消滅したことを主張することになろう。
しかし、被告が代金を支払わなかったことから、原告が、代金の支払いのみならず、被告の代金債務ついての履行遅滞を理由として、遅延損害金の損害賠償請求（民法415条）を併せて提起する場合（実務において、一般的になされている請求である。なお、この請求の訴訟物は、履行遅滞に基づく損害賠償請求権であり、上記の代金支払請求権との関係は、単純併合であって、かつ、附帯請求となる。）、事情が異なる。
債務不履行責任の追及には、解釈上、債務を履行しないことが違法かつ有責であることが必要である。もっとも、債務不履行は、違法性阻却事由や責任阻却事由が買主側の抗弁となり、売主側が違法性や有責性を起訴づける事実を主張することが求められるものではない。
ところが、売買契約は双務契約であり、民法533条より当然に同時履行の抗弁権が認められることから、履行遅滞の違法性が阻却されてしまう（同時履行の抗弁権の存在効果を認める説による場合。）。つまり、原告が売買契約の事実を主張するだけで、同時履行の抗弁権の存在が基礎づけられ、その存在効果によって、履行遅滞は違法ではないことになってしまうのである。
そこで、原告は、請求原因事実の主張と併せて、同時履行の抗弁権の存在効果を消滅させるべく、弁済なり弁済の提供なりを行ったことを主張する必要があり、かかる主張を行わないと主張自体失当となってしまうのである。